# Кутлуюлово
Кутлуюлово (баш. Ҡотлоюл) — село в Куюргазинском районе Республики Башкортостан Российской Федерации. Входит в состав Якшимбетовского сельсовета.

## География

### Географическое положение
Расстояние до:
- районного центра (Ермолаево): 40 км,
- центра сельсовета (Якшимбетово): 10 км,
- ближайшей ж/д станции (Ермолаево): 40 км.

## Население
| 2002 | 2009 | 2010 |
| ---- | ---- | ---- |
| 292  | ↗293 | ↘277 |

## Религия
В селе есть мечеть «Марьям-Светлана».